# Nepitia
Nepitia is een geslacht van vlinders van de familie spanners (Geometridae), uit de onderfamilie Ennominae.

## Soorten
- N. detractaria Walker, 1866
- N. embra Poole, 1970